# Personaggi di Star Trek: Prodigy
Questa è una lista dei personaggi della serie televisiva Star Trek: Prodigy, apparsi anche in opere derivate dalla stessa, quali fumetti, romanzi e videogiochi.

## Personaggi principali
- Dal R'El (stagioni 1-2), doppiato originalmente da Brett Gray e in italiano da Marcello Gobbi.
Un 17enne scapestrato e ribelle di una specie sconosciuta, che prende il comando della USS Protostar NX-76884.[1] Dal R'El non appartiene ad alcuna specie, ma è un ibrido genetico di molte specie creato in laboratorio.
- Gwyndala (stagioni 1-2), conosciuta anche come Gwyn, doppiata originalmente da Ella Purnell e in italiano da Chiara Leoncini.
Una 17enne della specie Vau N'Akat figlia del Diviner, cresciuta sulla prigione asteroide del padre, ma che sogna di esplorare le stelle.[1]
- Jankom Pog (stagioni 1-2), doppiato originalmente da Jason Mantzoukas e in italiano da Roberto Palermo.
Un 16enne tellarite che svolge il ruolo di meccanico a bordo della Protostar.[1] Dotato di un impianto cibernetico sul braccio destro che gli permette di replicare qualsiasi strumento gli sia utile per svolgere il compito assegnatogli.
- Zero (stagioni 1-2), doppiato originalmente da Angus Imrie e in italiano da Fabrizio Valezano.
Un Medusano incorporeo, una forma di vita asessuata basata sull'energia, che vive in un contenitore costruito per proteggere gli altri dalla sua visione, cosa che li farebbe impazzire.[1]
- Rok-Tahk (stagioni 1-2), doppiata originalmente da Rylee Alazraqui e in italiano da Martina Tamburello.
Una timida Brikar di 8 anni.[1]
- Murf (stagioni 1-2), doppiato Dee Bradley Baker, sia nell'originale che in italiano.
Un verme mellanoide, ossia un blob indistruttibile, dotato di tempismo e un buon appetito per le parti della nave.[1] Nella seconda parte della prima stagione, gli sceneggiatori conferiscono al personaggio un carattere di maggior spessore, in modo che non sia solo una "cosa che mangia".[2] Con il passare del tempo, infatti, Murf cambia aspetto, compiendo una "muta" dopo essersi chiuso in un bozzolo. Ne esce dotato di arti e dimostrando di essere intelligente e in fase di sviluppo. Questo personaggio era stato inizialmente introdotto come uno scherzo, un blob parzialmente senziente trovato da Dal ed entrato a far parte del gruppo, ma gli autori si innamorarono dell'idea di avere nella serie un personaggio che rappresentava "una specie di cane", che i bambini avrebbero trovato adorabile.[3]
- Diviner (stagioni 1-2), vero nome Ilthuran, doppiato originalmente da John Noble e in italiano da Gianni Quillico.
Ex astronomo vau n'akat, padre di Gwyndala e tiranno dell'asteroide Tars Lamora, alla ricerca dell'astronave della Federazione Protostar.[4] Il personaggio, e l'interpretazione datane da John Noble, sono ispirati al personaggio di Khan Noonien Singh, interpretato da Ricardo Montalbán nella serie classica e nel film Star Trek II - L'ira di Khan.[5] Il personaggio appare inizialmente fluttuante in una cisterna, il che è ispirato alla creatura galleggiante del Navigatore della Gilda del film del 1984 diretto da David Lynch, Dune.[6]
- Drednok (stagioni 1-2), doppiato originalmente da Jimmi Simpson e in italiano da Marcello Moroneso.
Il micidiale esecutore robotico del Diviner.[4] Lo showrunner Kevin Hageman ha affermato che il robot è "molto calmo, silenzioso e pacato", in contrasto con la personalità maggiormente agitata del Diviner.[3] Simpson ha descritto Drednok come una versione più verbosa del personaggio di Maximilian del film Disney del 1979 The Black Hole.[5]
- Training Olografico (stagioni 1-2), doppiata originalmente da Kate Mulgrew e in italiano da Luisa Ziliotto.
Consigliere olografico di emergenza con le fattezze di Kathryn Janeway, ex capitano della USS Voyager.[7][8]
- Kathryn Janeway (stagioni 1-2), doppiata originalmente da Kate Mulgrew e in italiano da Luisa Ziliotto.
Viceammiraglio della Flotta Stellare in comando della USS Dauntless prima e della USS Voyager A poi.[9]
- Chakotay (ricorrente stagione 1; stagione 2), doppiato originalmente da Robert Beltran e in italiano da Patrizio Prata.
Nativo americano nato su una colonia della Federazione in prossimità della Zona Smilitarizzata Cardassiana abitata dalla sua tribù, dopo aver studiato all'Accademia della Flotta Stellare, Chakotay si è unito ai Maquis diventandone capitano. Catturato dalla nave stellare USS Voyager NCC-74656 con il suo equipaggio, dopo che la sua astronave è stata attratta nel Quadrante Delta assieme alla Voyager, viene nominato da Kathryn Janeway Primo Ufficiale col grado di tenente comandante. Quando la Voyager fa ritorno al Quadrante Alpha, a Chakotay, reintegrato nell Flotta Stellare e promosso capitano, viene affidata la nave stellare USS Protostar NX-76884.
- Il Dottore (stagione 2), doppiato originalmente da Robert Picardo.
Ufficiale medico della USS Voyager A.
- Wesley Crusher (stagione 2), doppiato originariamente da Wil Wheaton.

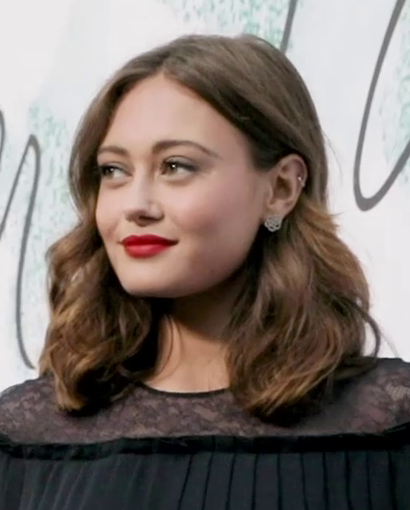
Ella Purnell, doppiatrice originale di Gwyndala
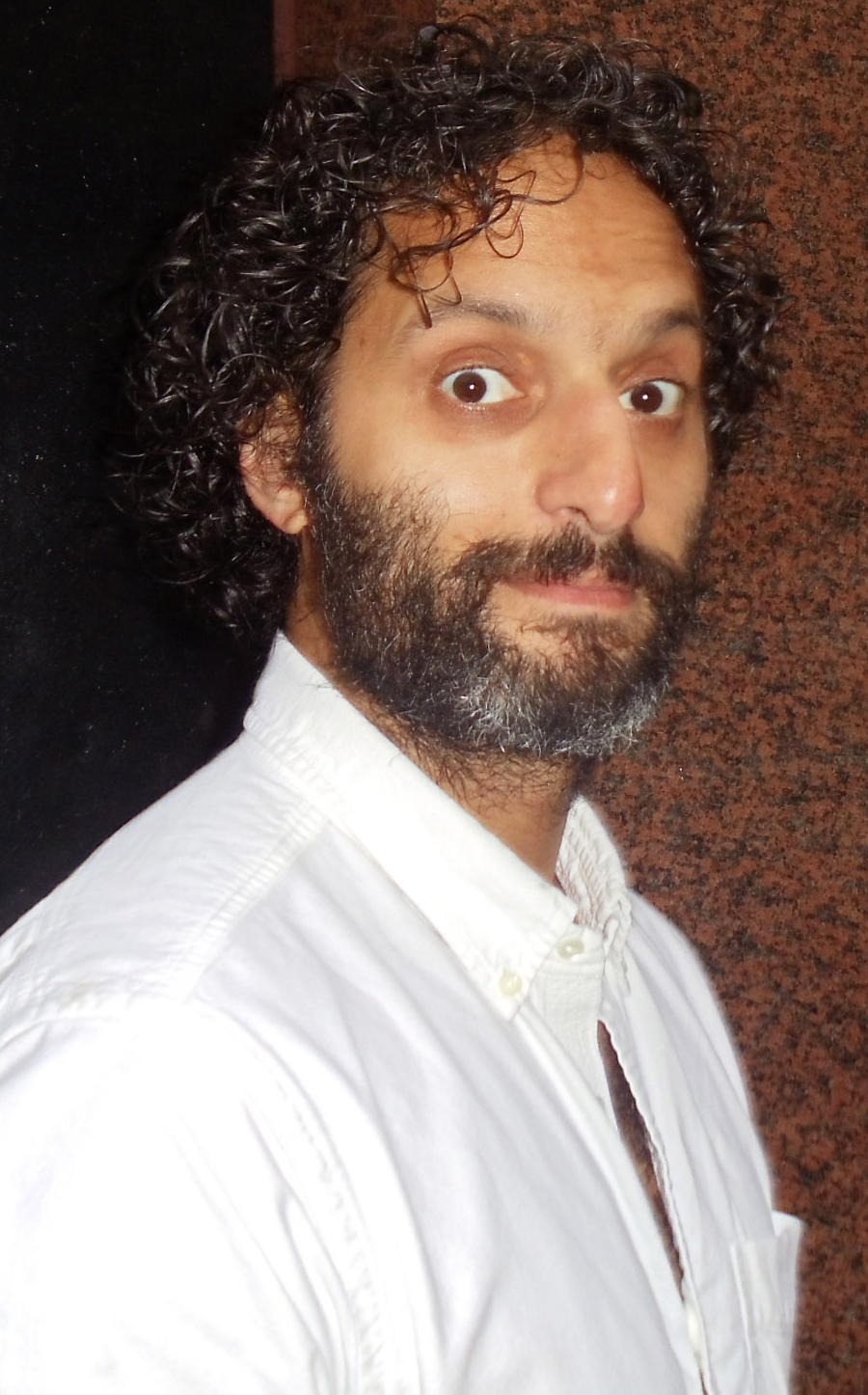
Jason Mantzoukas, doppiatore originale di Jankom Pog
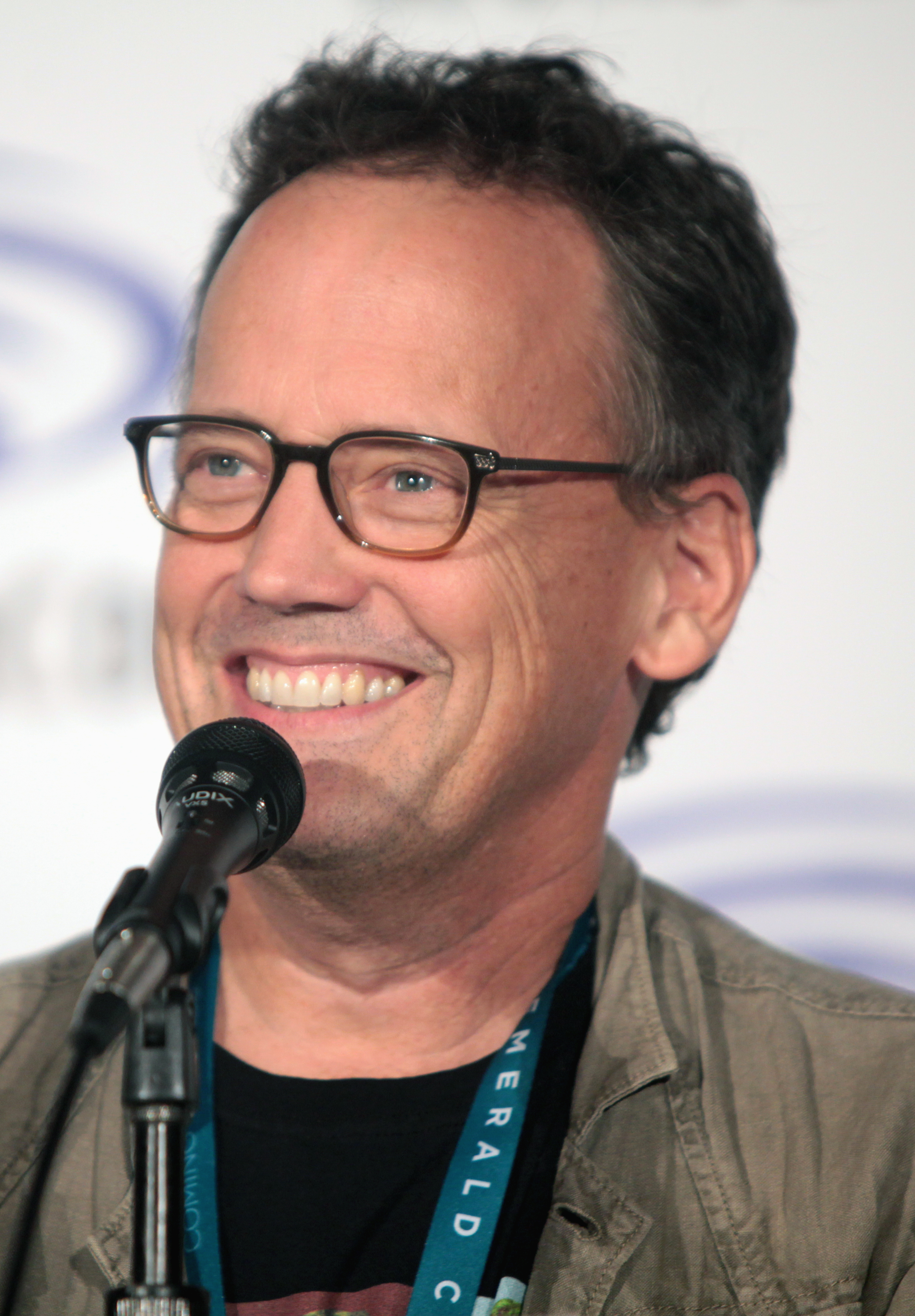
Dee Bradley Baker, doppiatore di Murf
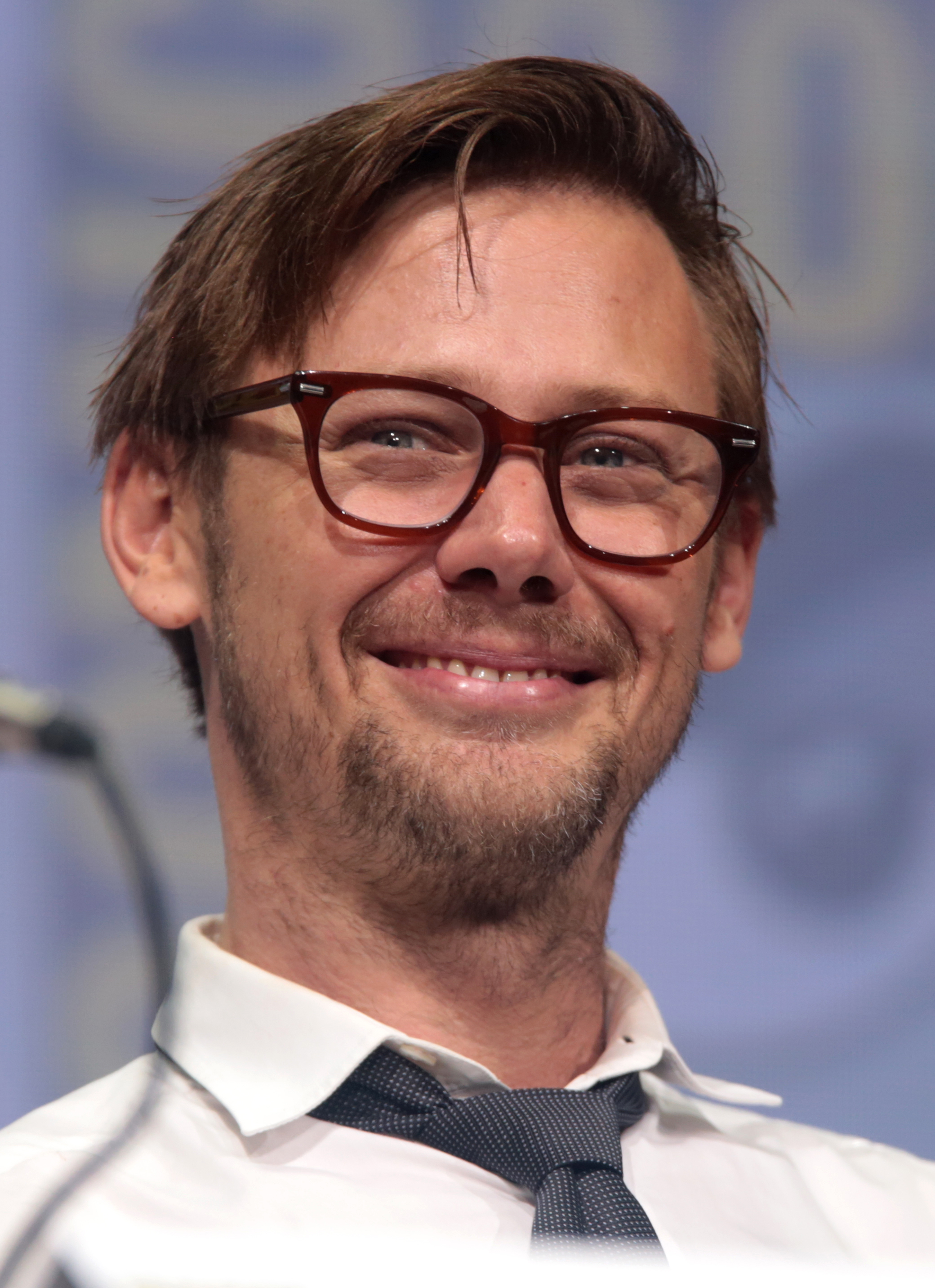
Jimmi Simpson, doppiatore originale di Drednok
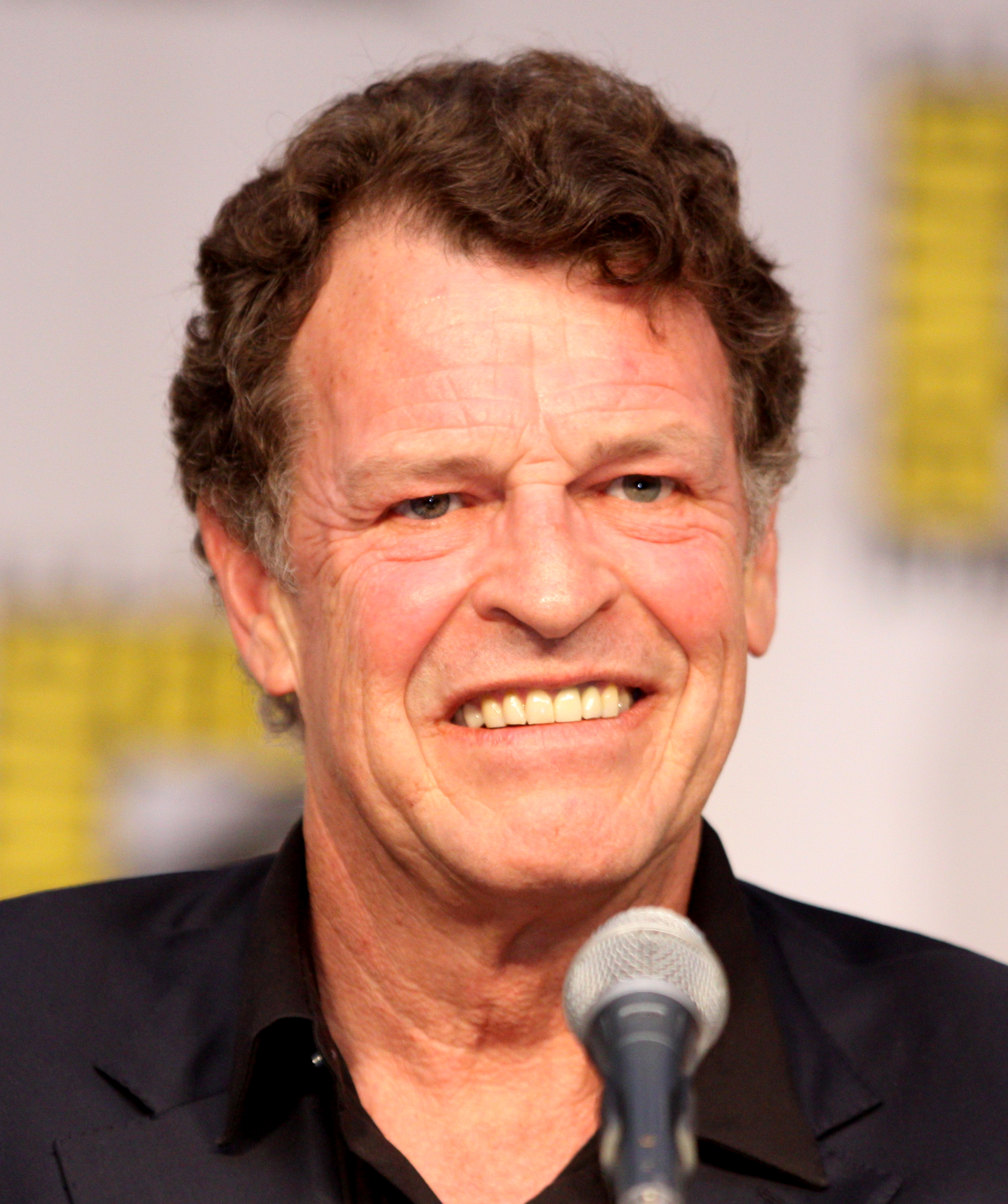
John Noble, doppiatore originale del Diviner
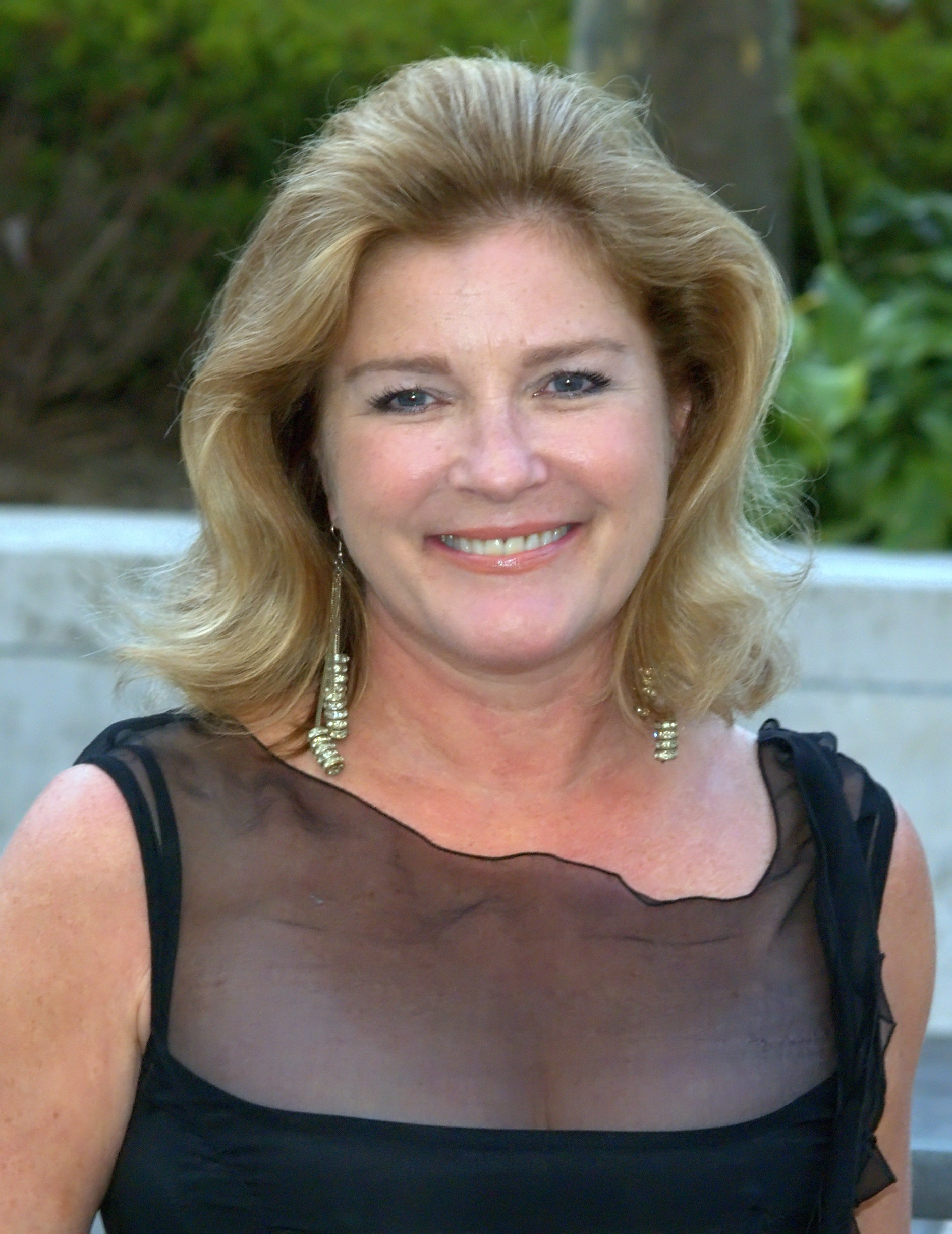
Kate Mulgrew, doppiatrice originale di Kathryn Janeway
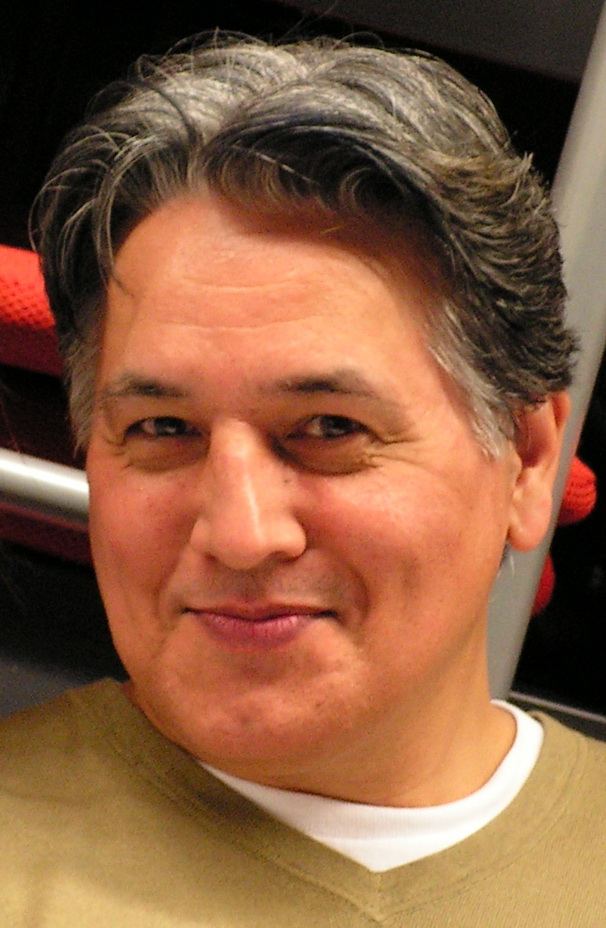
Robert Beltran, doppiatore originale di Chakotay
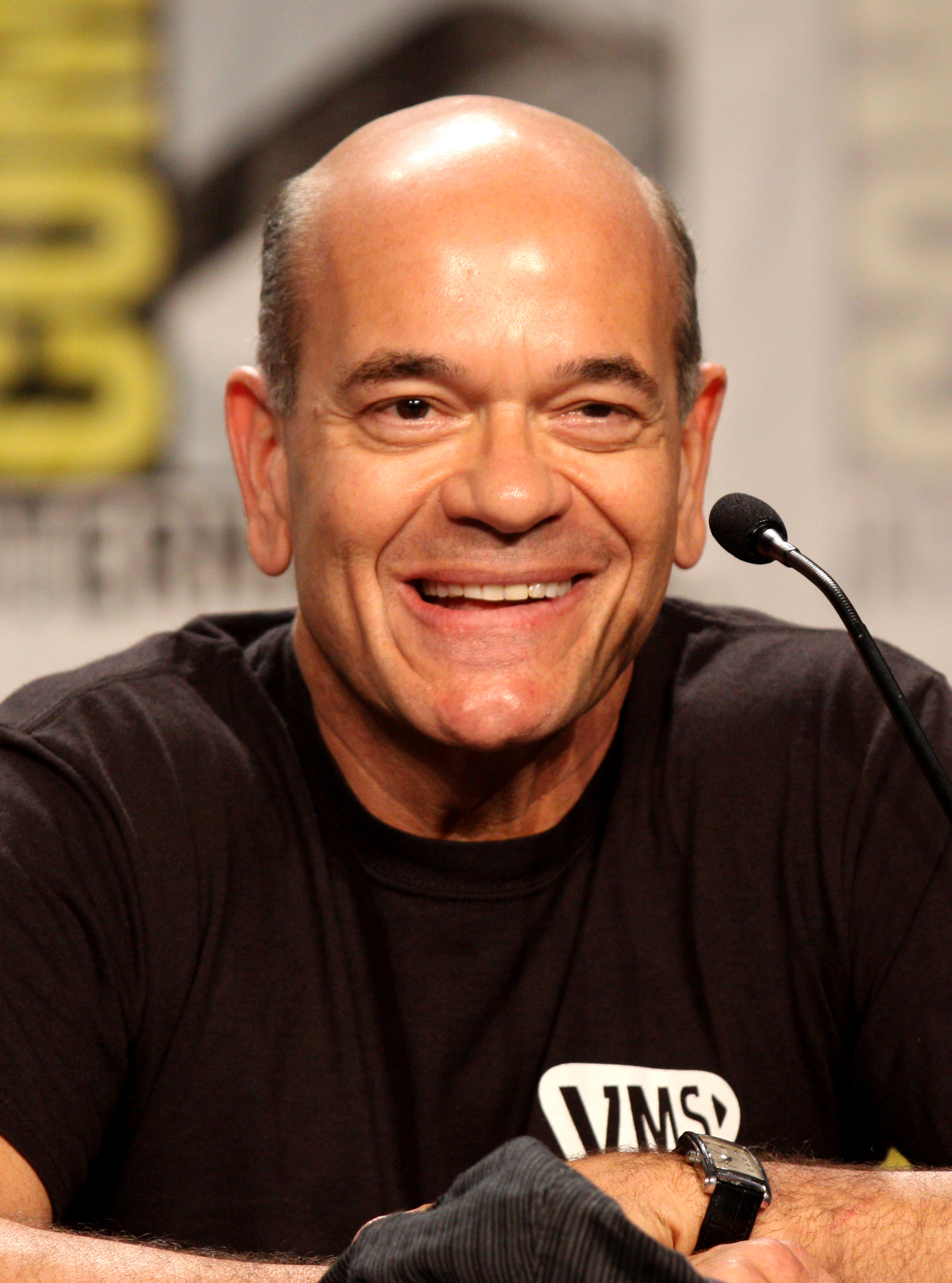
Robert Picardo, doppiatore originale del Dottore
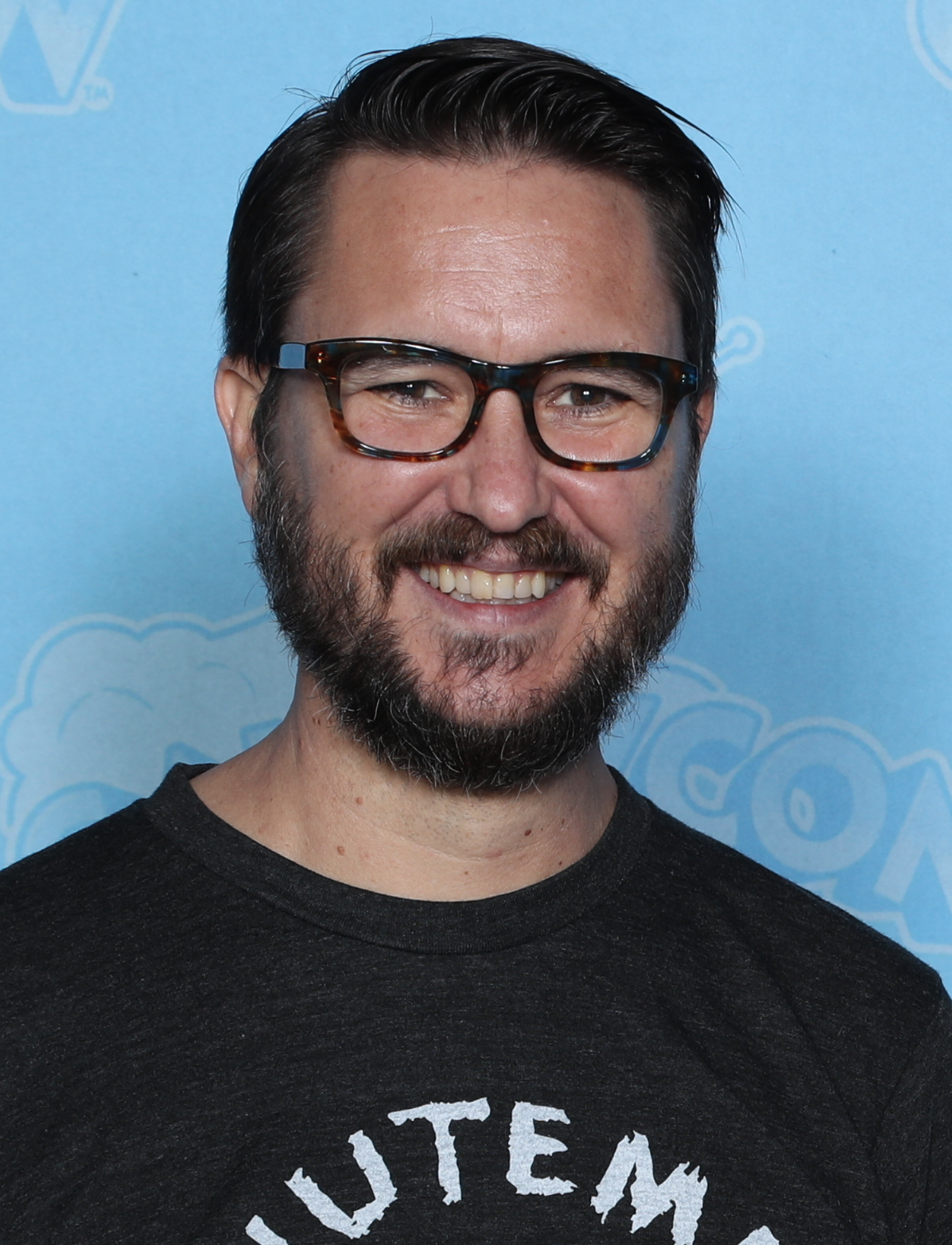
Wil Wheaton, doppiatore originale di Wesley Crusher

## Personaggi secondari
- Adreek-Hu (stagioni 1-2), interpretato originalmente da Tommie Earl Jenkins e in italiano da Antonino Jonathan Luzzi.
Il comandante Adreek-Hu è un ufficiale aureliano della divisione di comando della Flotta Stellare Aureliana che presta servizio come Primo Ufficiale a bordo della USS Protostar e che viene catturato insieme al capitano Chakotay dai Vau N'Akat dopo che la Protostar entra nell'anomalia temporale che la trasporta nel futuro su Solum.
- Asencia (stagioni 1-2), doppiata originalmente da Jameela Jamil e in italiano da Ilaria Silvestri.[10]
Vau N'Akat proveniente dal futuro, camuffata da Trill, come guardiamarina con ruolo di timoniera a bordo della USS Dauntless comandata dall'ammiraglio Janeway. Con il nome da battaglia di Vendicatrice ha la medesima missione del Diviner: distruggere la Federazione in modo da impedire il primo contatto con il proprio popolo.
- Computer di bordo USS Protostar (stagioni 1-2), doppiato originalmente da Bonnie Gordon e in italiano da Jolanda Granato.[11]
- Noum (stagioni 1-2), doppiato originalmente da Jason Alexander e in italiano da Dario Agrillo.[10]
Ufficiale medico tellarite della USS Dauntless, successivamente riassegnato come Consigliere della USS Voyager A.
- Maj'el (stagione 2), doppiata originalmente da Michaela Dietz.
Cadetta della Flotta Stellare in servizio sulla USS Voyager A.
- Tysess (stagioni 1-2), doppiato originalmente da Daveed Diggs e in italiano da Gabriele Donolato.[10]
Comandante andoriano, ufficiale esecutivo dell'ammiraglio Janeway.

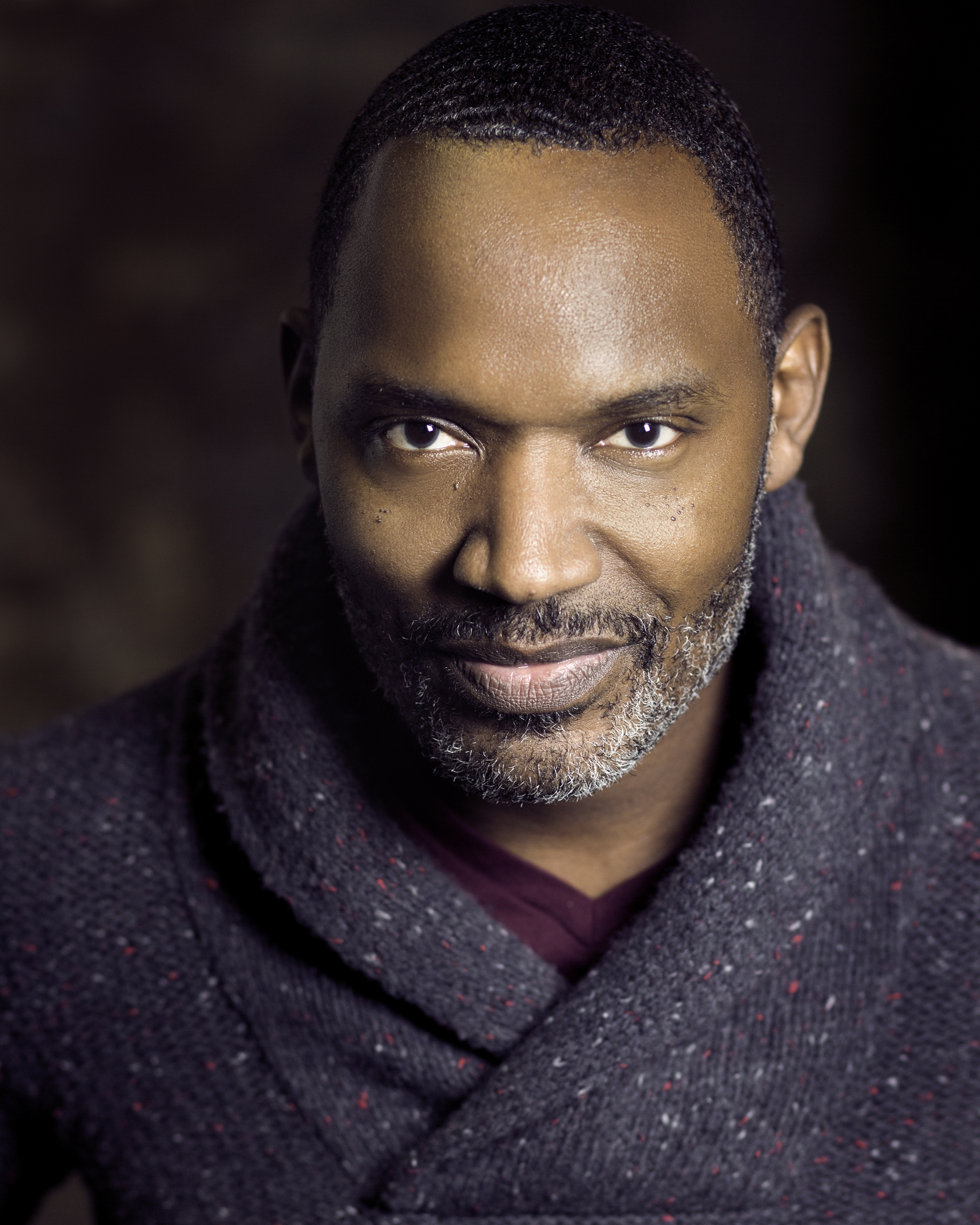
Tommie Earl Jenkins, doppiatore originale di Adreek-Hu
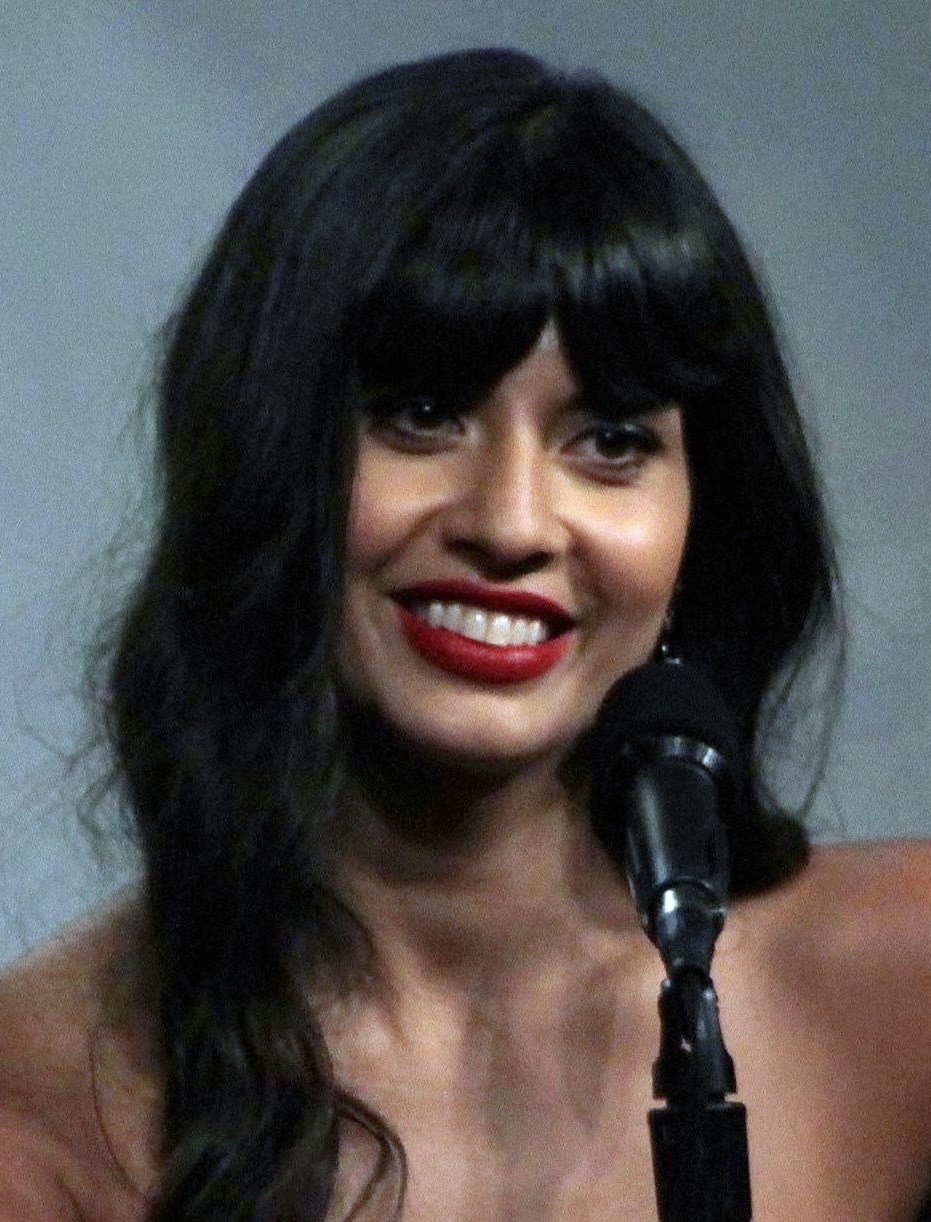
Jameela Jamil, doppiatrice originale di Asencia
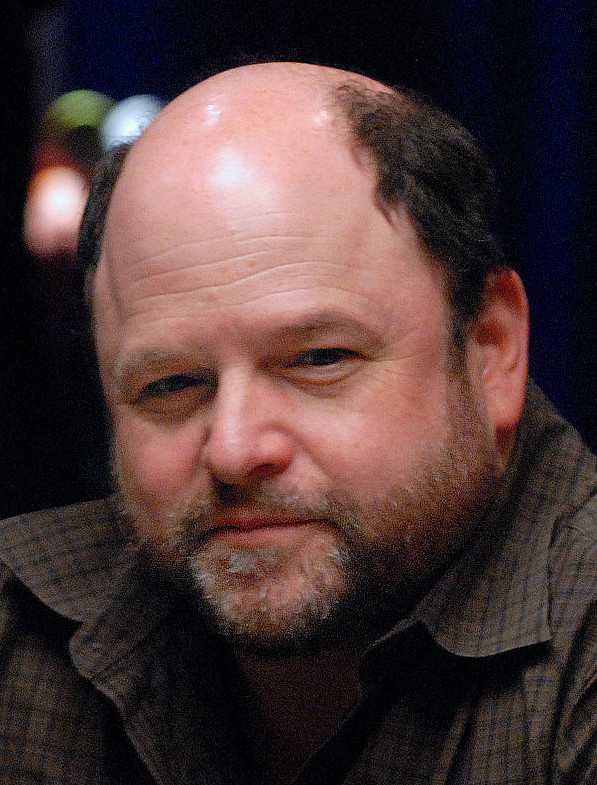
Jason Alexander, doppiatore originale di Noum
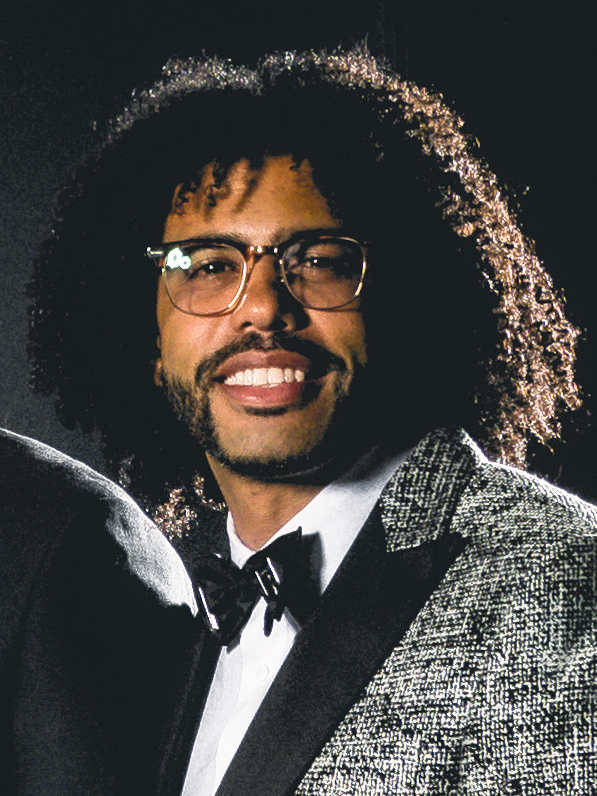
Daveed Diggs, doppiatore originale di Tysess

## Guest star
- Beverly Crusher (episodi 1x06, 2x12), doppiata originalmente da Gates McFadden e in italiano da Ilaria Egitto.
Ufficiale medico delle navi stellari USS Enterprise D ed E.
- Edward Jellico (ep. 1x11, stagione 2), doppiato originalmente da Ronny Cox e in italiano da Raffaele Fallica.
- Kojiro Vance (ep. 1x06), doppiato originalmente da David Ruprecht e in italiano da Edoardo Lomazzi.
Kojiro Vance è il comandante della Kobayashi Maru nella simulazione olografica.
- Montgomery Scott (stagione 1), doppiato originalmente da James Doohan (audio d'archivio) e in italiano da Antonello Governale.
- Nyota Uhura (stagione 1), doppiata originalmente da Nichelle Nichols (audio d'archivio) e in italiano da Adele Pellegatta.
- Odo (stagione 1), doppiato originalmente da René Auberjonois (audio d'archivio) e in italiano da Luca Semeraro.
- Spock (stagione 1), doppiato originalmente da Leonard Nimoy (audio d'archivio) e in italiano da Silvano Piccardi.
- Erin Macdonald (stagioni 1-2), doppiata originalmente da Erin Macdonald.
La dottoressa Macdonald è un ufficiale scientifico della Flotta, esperta, fra le altre cose, di meccanica temporale. Il personaggio è ispirato alla consulente scientifica di Star Trek: l'astrofisica, ingegnera aerospaziale, divulgatrice e scrittrice Erin Macdonald.[12]
- Thadiun Okona (stagioni 1-2), doppiato originalmente da Billy Campbell e in italiano da Ruggero Andreozzi.
Thadiun è un capitano di nave mercantile canaglia che diventa una "guida discutibile" per l'equipaggio della Protostar. Okona era già apparso in un episodio di The Next Generation, Okona l'immorale (The Outrageous Okona, 1988).[13][14]

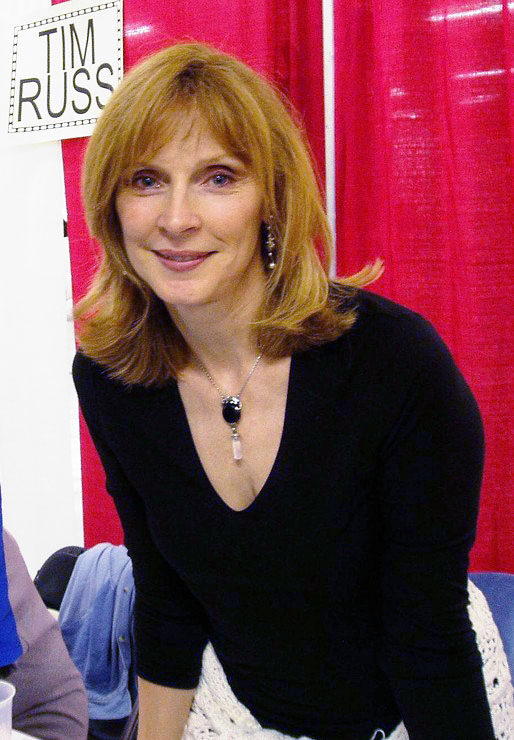
Gates McFadden, doppiatrice originale di Beverly Crusher
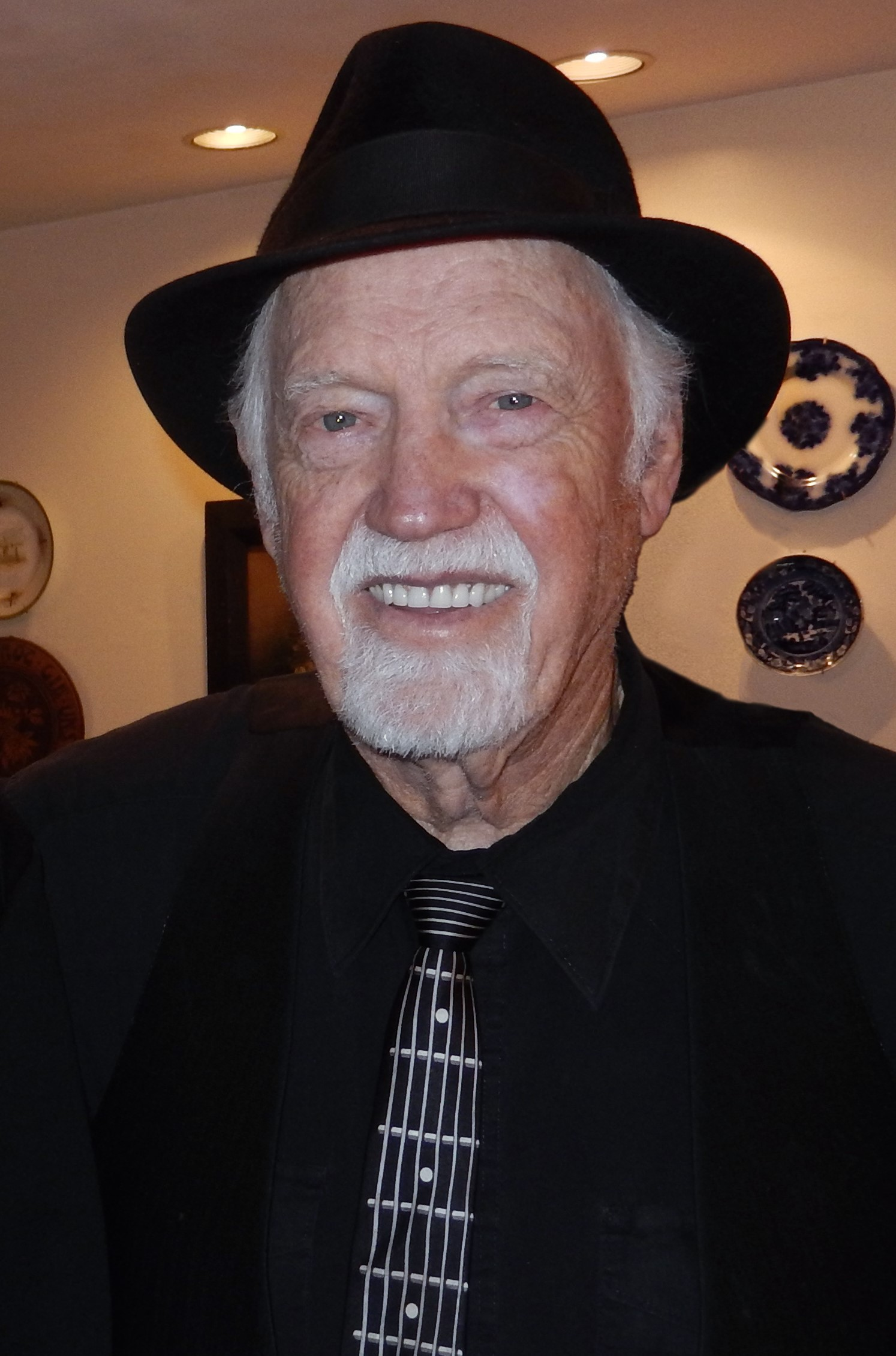
Ronny Cox, doppiatore originale di Edward Jellico
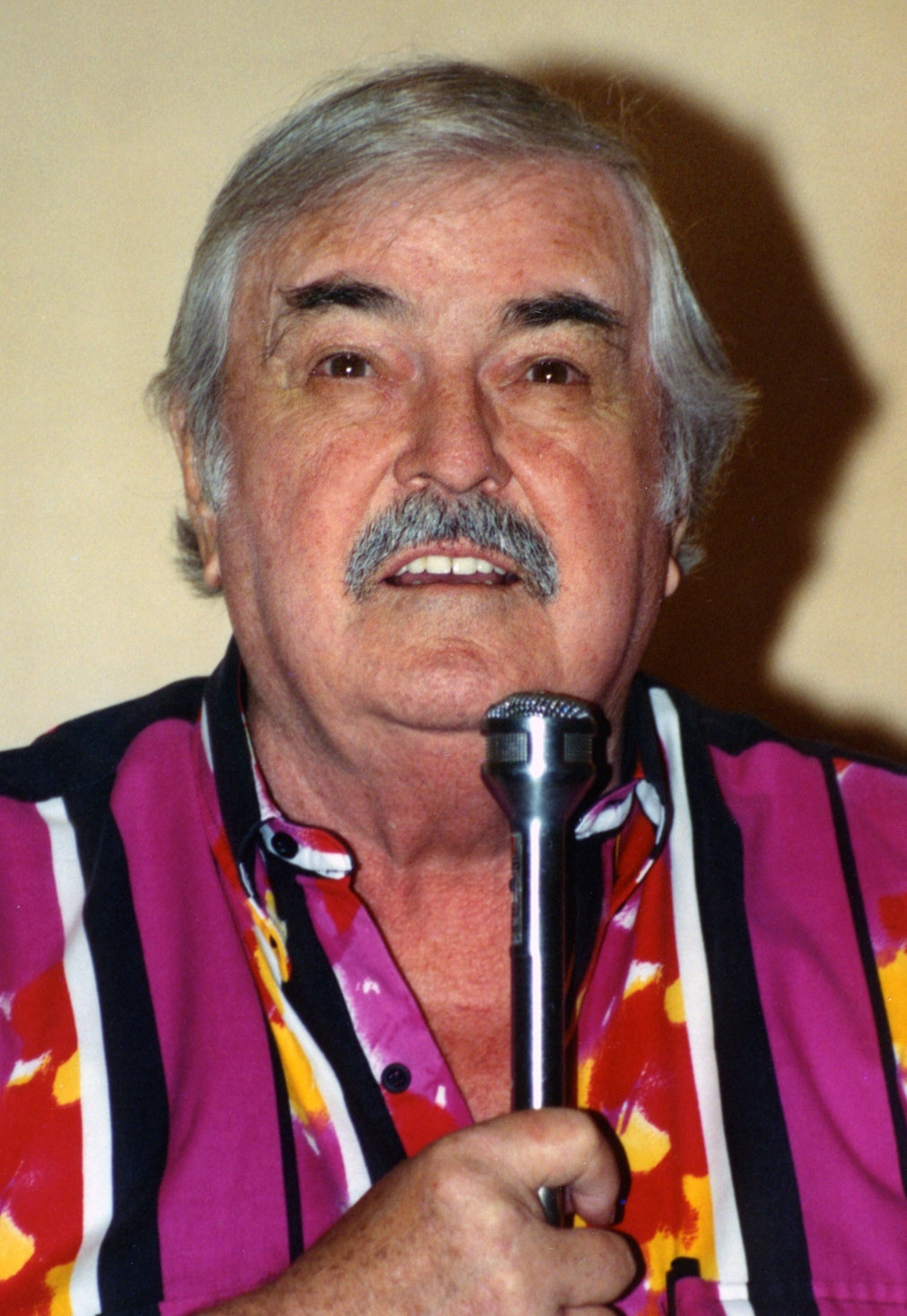
James Doohan, doppiatore originale[N 1] di Montgomery Scott
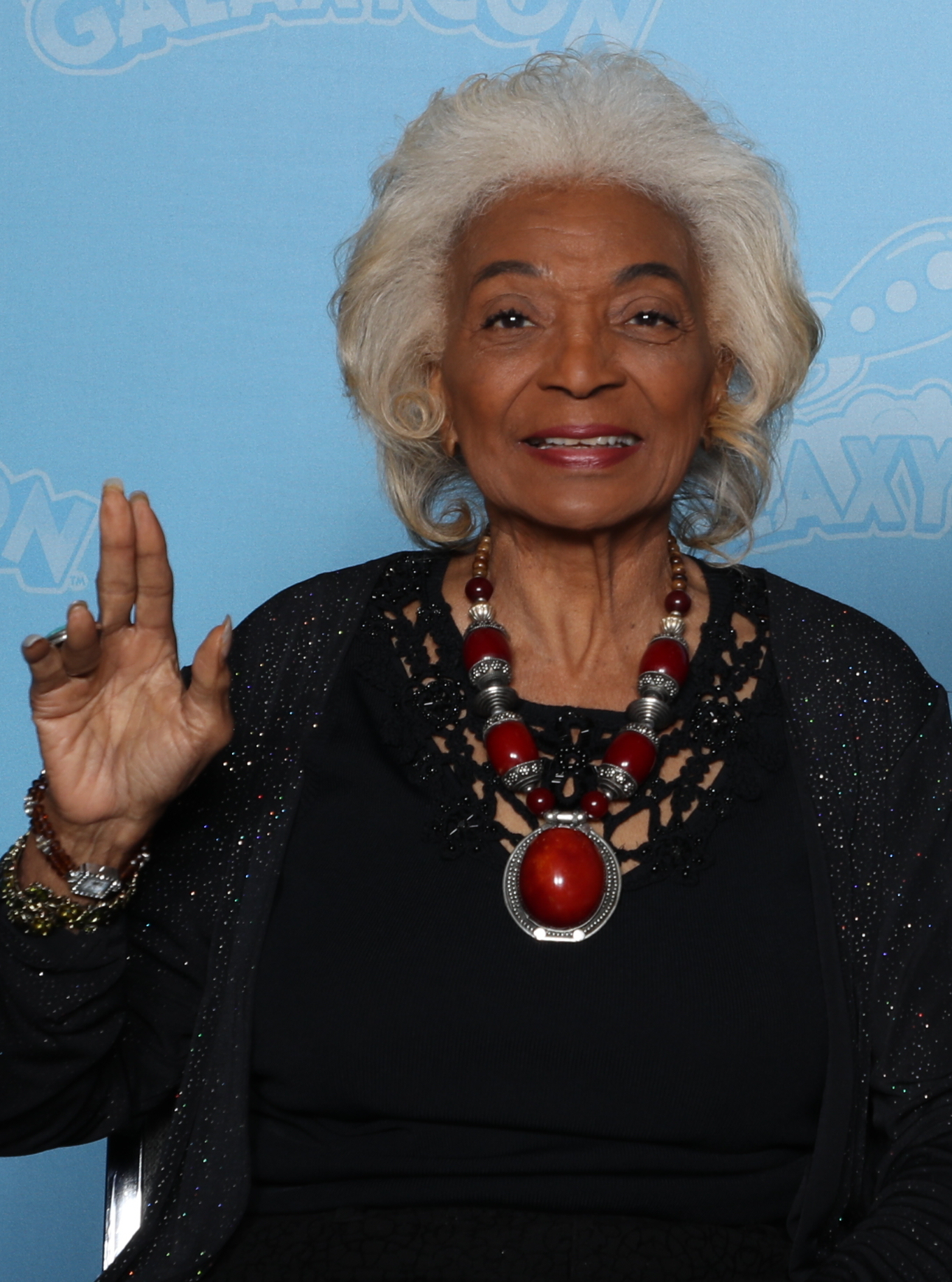
Nichelle Nichols, doppiatrice originale[N 1] di Nyota Uhura
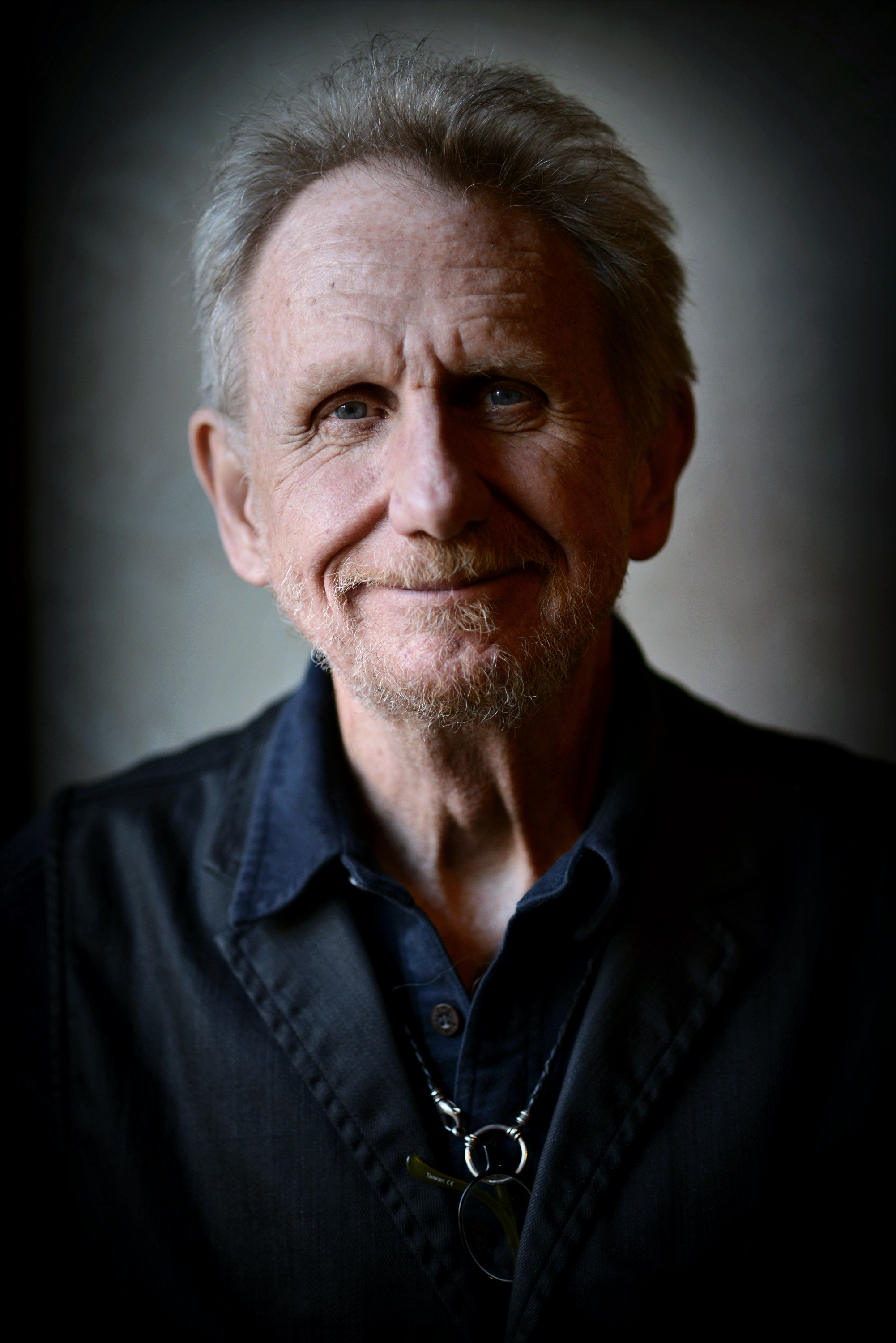
René Auberjonois, doppiatore originale[N 1] di Odo
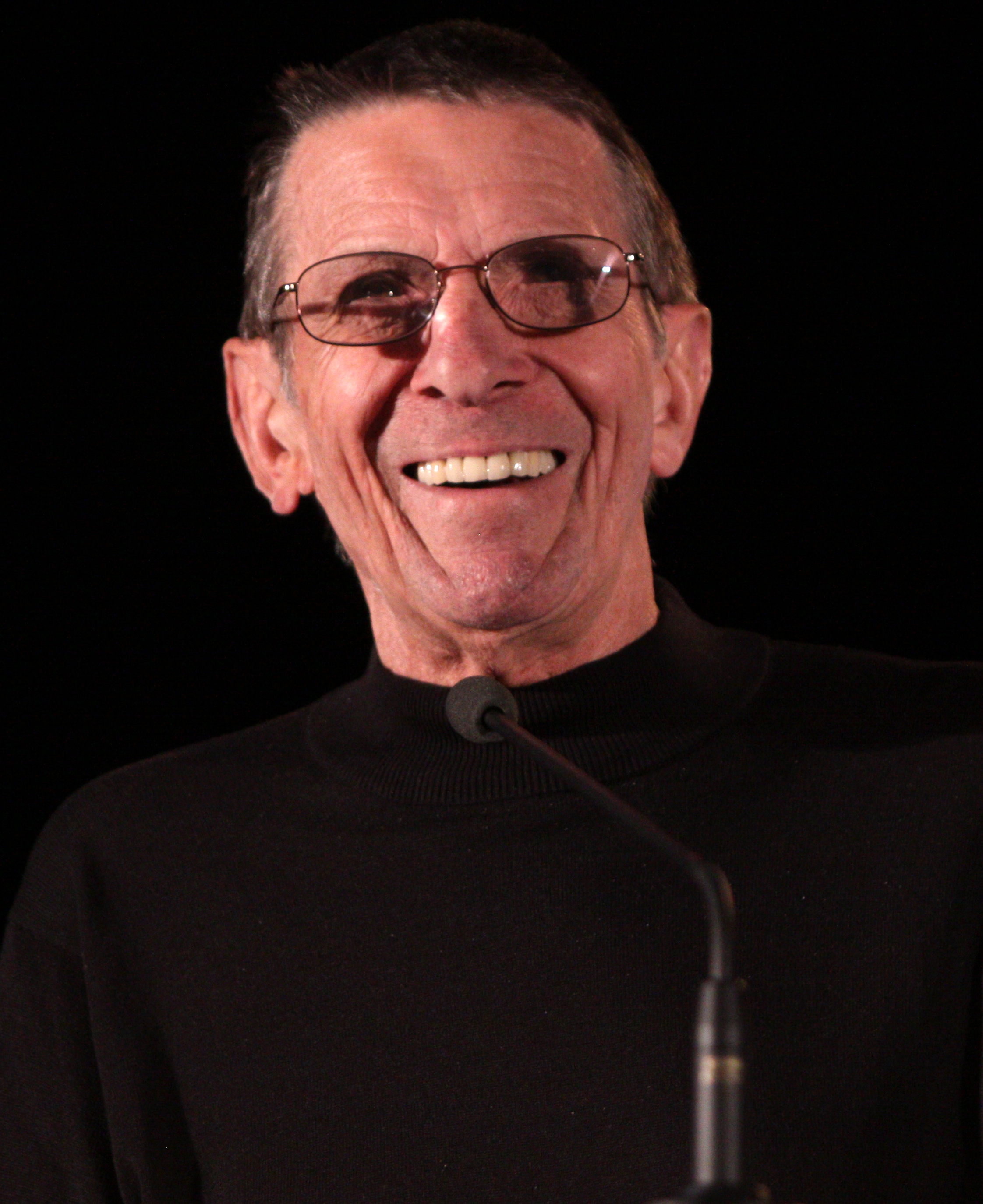
Leonard Nimoy, doppiatore originale[N 1] di Spock
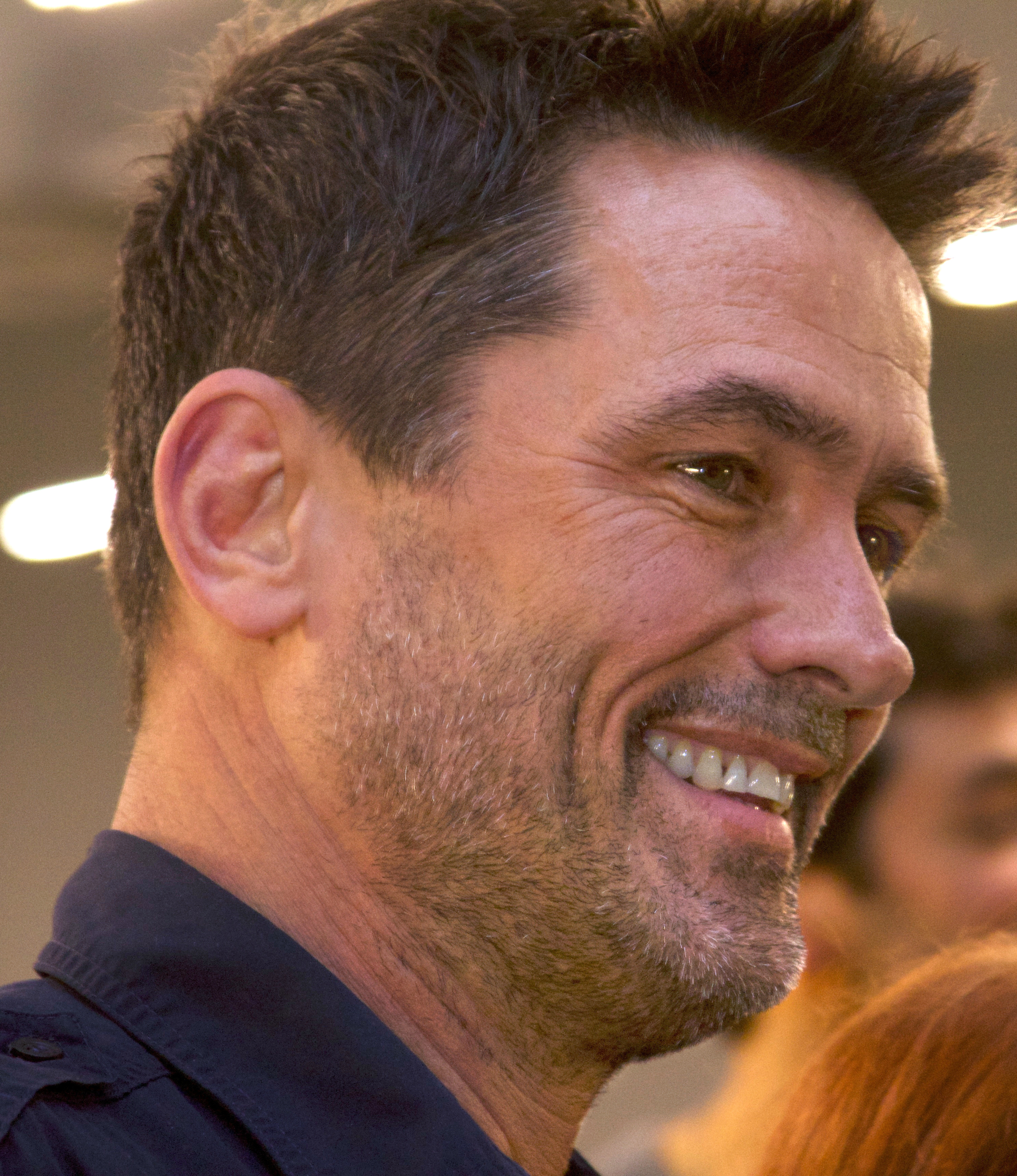
Billy Campbell, doppiatore originale di Thadiun Okona

## Comparse
- Barnis Frex (ep. 1x11-1x14), doppiato originalmente da Eric Bauza e in italiano da Luca Ghignone.
Tenente junior denobulano, appartenente della divisione scientifica denobulana della Flotta Stellare, presta servizio come unico membro dell'equipaggio a bordo della stazione di collegamento subspaziale CR-721. L'attore e doppiatore Eric Baurza presta la voce a numerose altre comparse delle serie animate di Star Trek: Lower Decks, Star Trek: Prodigy e Star Trek: very Short Treks.
- Boons (ep. 1x13), doppiato originalmente da Fred Tatasciore e in italiano da Claudio Moneta.
Il dottor Boons è un maschio enderpriziano della colonia di Nuovo Enda-Prize. Il suo nome è un omaggio al medico umano della Flotta Stellare Leonard McCoy, il cui soprannome è appunto "Bones".
- Boxy (ep. 1x16), interpretata originalmente da Zehra Fazal e in italiano da Elisa Filace.
Boxy è un robot di emergenza costruito nell'era pre-Federazione per il trasporto minatori a servizio della nave dormiente Tellar, e che monitora i sistemi della nave mentre l'equipaggio si trova in criostasi.
- Jago (ep. 1x15), doppiata originalmente da Amy Hill e in italiano da Elisabetta Cesone.
La dottoressa Jago è una genetista, appartenente a una specie aliena non meglio identificata, che opera sul pianeta Noble Isle offrendo servizi di potenziamento genetico.
- Kaseth (ep. 1x14-1x15), interpretata originalmente da Kimberly Brooks e in italiano da Valentina Polani.
Kaseth è una comandante romulana al comando di un falco da guerra di classe D'deridex che tenta di catturare la Protostar.
- Nandi (stagione 1), doppiata originalmente da Grey Griffin e in italiano da Marinella Armagni.
DaiMon Nandi è una Ferengi che comanda e guida l'astronave, di classe D'Kora, Damsel; ex mentrice di Dal R'El, lo ha venduto al Diviner abbandonandolo nelle miniere di chimerio su Tars Lamora.

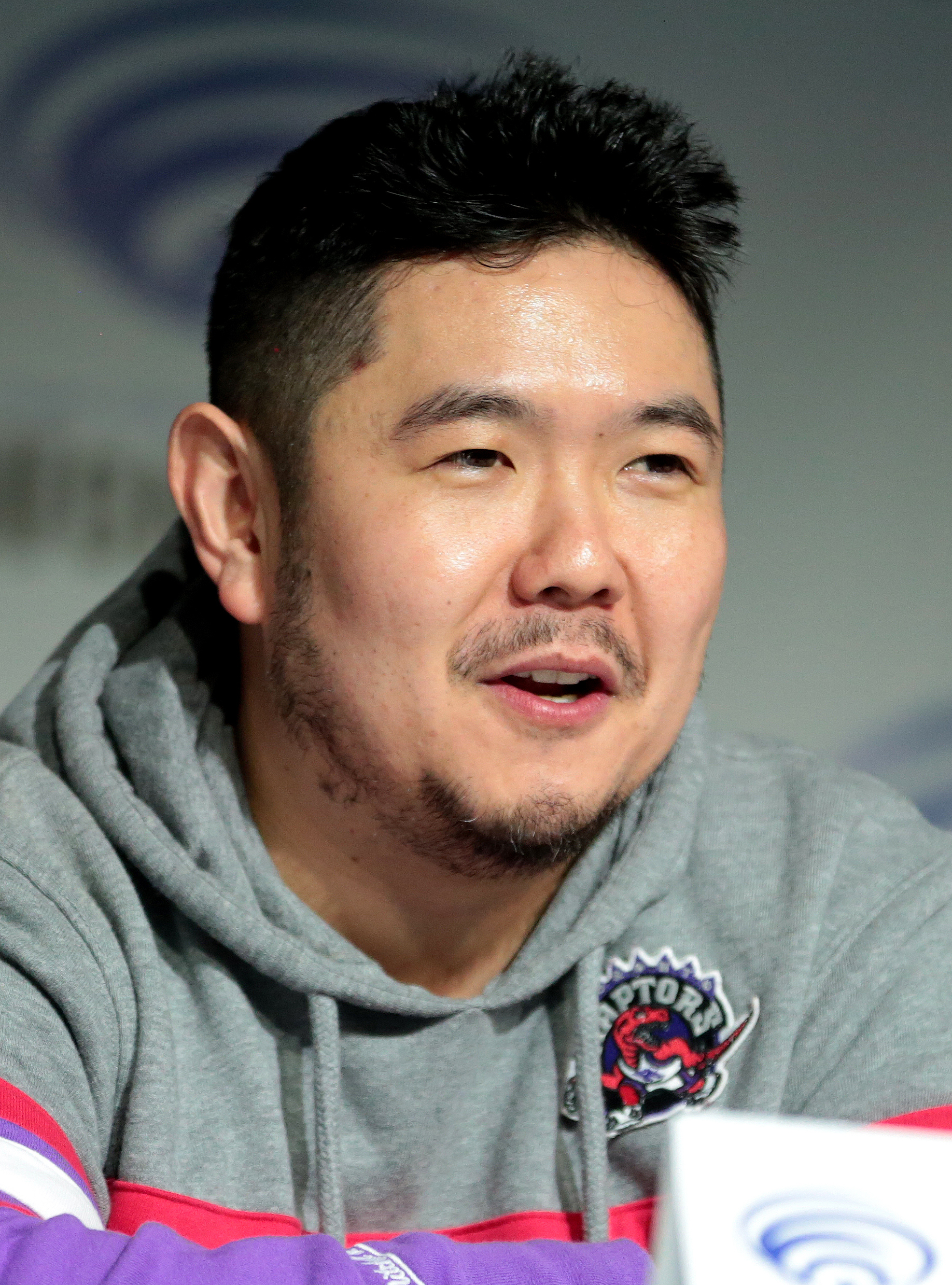
Eric Bauza, doppiatore originale di Barnis Frex
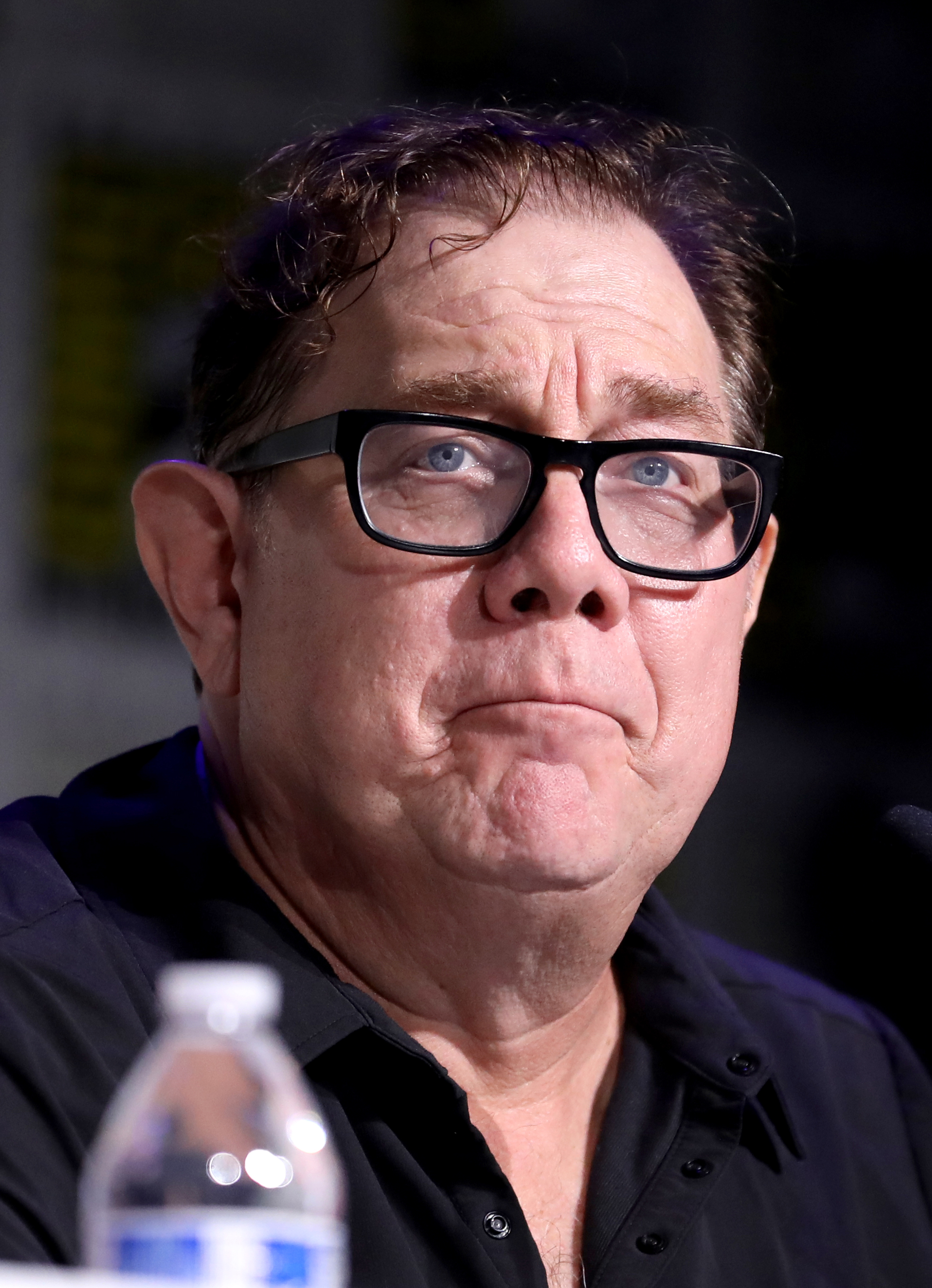
Fred Tatasciore, doppiatore originale di Boons
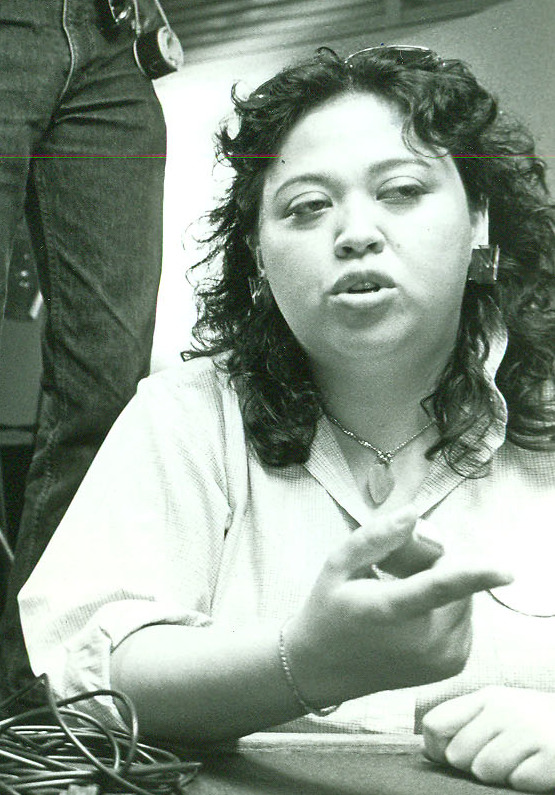
Amy Hill, doppiatrice originale di Jago
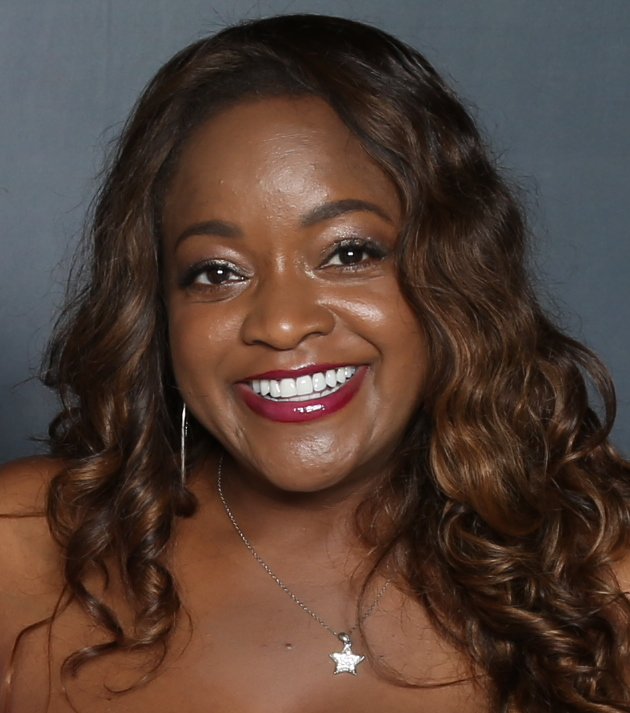
Kimberly Brooks, doppiatrice originale di Kaseth
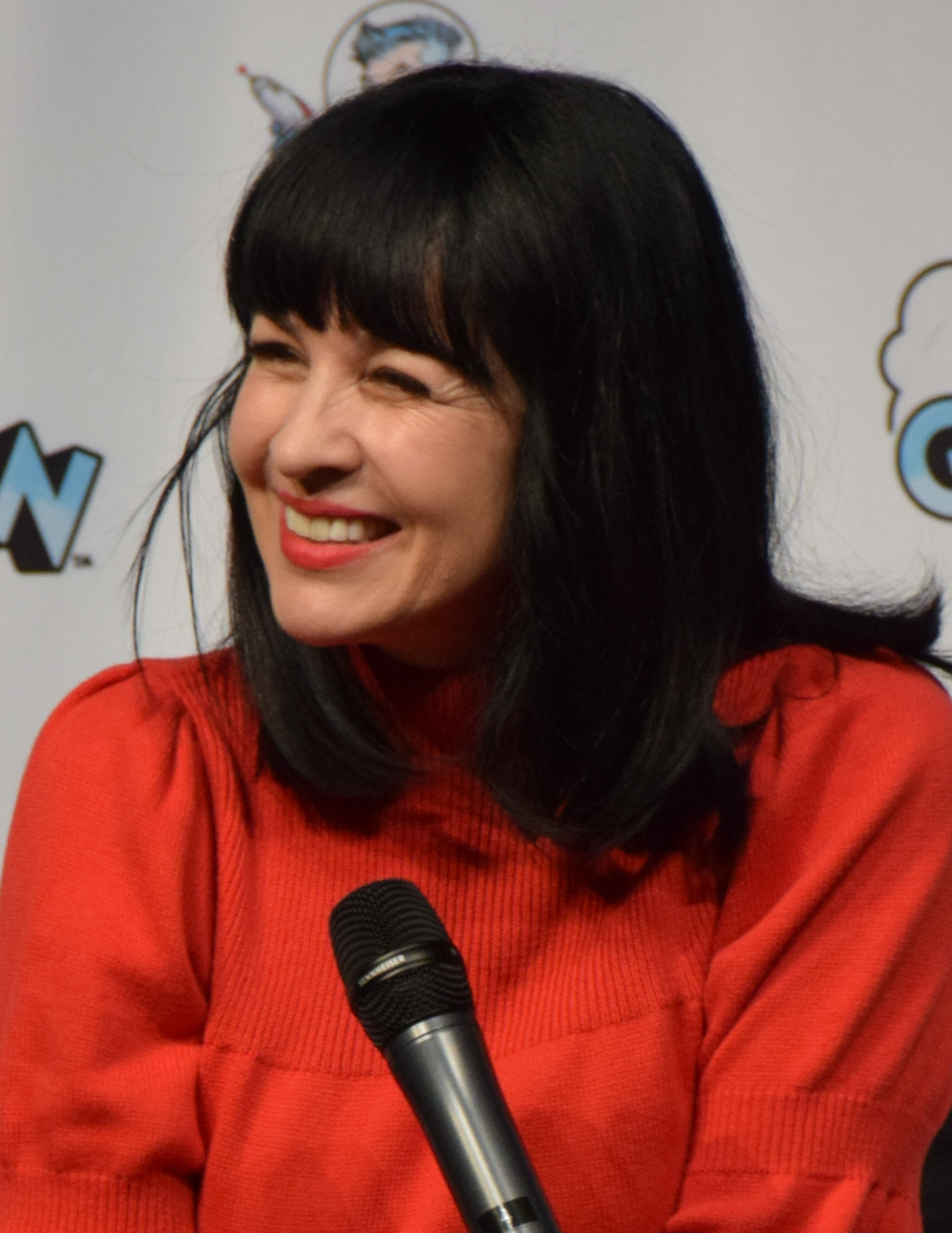
Grey Griffin, doppiatrice originale di Nandi